# Nikola Grahovac
Nikola Grahovac (* 14. Dezember 1998 in Čakovec) ist ein kroatischer Handballspieler.

## Karriere

### Im Verein
Grahovac begann das Handballspielen in Ogulin. 2017 gab er sein Debüt in der 1. Liga in Kroatien für RK Dubrava. Ab 2020 spielte er für RK Zagreb. Für Zagreb lief er auch in der EHF Champions League auf. 2023 wechselte er zum deutschen Bundesligaaufsteiger HBW Balingen-Weilstetten. Nach dem Abstieg von Balingen 2024 in die 2. Bundesliga ging er nach Ungarn zum ungarischen Erstligisten KC Veszprém. 2024 gewann er mit dem Team die Vereinsweltmeisterschaft, 2025 die ungarische Meisterschaft. Seit der Saison 2025/26 steht er beim deutschen Bundesligisten HSG Wetzlar unter Vertrag.

### In Auswahlmannschaften
Mit der kroatischen Jugend-Nationalmannschaft gewann er bei der U-18-Europameisterschaft 2016 die Silbermedaille. Mit der kroatischen A-Nationalmannschaft nahm er an der Europameisterschaft 2022 teil, wobei er sich hier mit COVID-19 infizierte und nur 3 Spiele absolvierte. Die Mannschaft belegte den 8. Platz. 2023 stand er im Kader für die Weltmeisterschaft und belegte mit Kroatien den 9. Platz. Er stand im Kader für die Olympischen Spiele 2024.